# Хон Ын Джон
Хон Ын Джон (кор. 홍은정, род. 9 мая 1989 года на территории бывшей провинции Хамгёндо, КНДР) — северокорейская гимнастка. Олимпийская чемпионка 2008 года, чемпионка мира 2014 года, чемпионка Азии и Азиатских игр. Специализируется в опорном прыжке. Первая спортсменка в истории КНДР, выигравшая олимпийскую медаль в гимнастике.